# Tanghin (Toécé)
Pour les articles homonymes, voir Tanghin.
Tanghin est une commune rurale située dans le département de Toécé de la province du Bazèga dans la région du Centre-Sud au Burkina Faso.

## Géographie
Tanghin est situé à 5 km à l'Ouest du chef-lieu Toécé et de la route nationale 5.

## Santé et éducation
Tanghin accueille un centre de santé et de promotion sociale (CSPS).